# 唐人新村
唐人新村（英語：Tong Yan San Tsuen），位於香港新界元朗區屏山南部，以低密度住宅為主。村內的主要道路為唐人新村和沙井路，主要交通為新界區專線小巴31線及支線31A線。

## 歷史
唐人新村一帶原為屏山鄧氏擁有的稻田，山嶺上有原居民墓地。當地有一間楊侯古廟，歷史可追溯自康熙五十年或更早。1930年代初，嶺南大學早年校友唐鴻基向鄧氏購入地皮建設果園，來自中山的林氏和唐氏亦聚居於此。戰後，村內連接青山公路的小徑修築成道路（現今唐人新村路和沙井路），並劃地發展住宅別墅。國共內戰後，不少國民黨軍官逃港後選擇僑居於村內。1950年代中，唐人新村這片住宅區已逐漸成型。
1952年，李希望教士及潘慈惠教士從元朗市來到屏山開荒，在屏山唐人新村近屏康里開辦教會事工，即新界神召會屏山堂。翌年，教會租得靜園農場，即惠群學校（已於2006年停辦）前身。1970年，金蘭觀從九龍城福佬村道遷至唐人新村現址，當時新界元朗理民府理民官鄧樂等擔任主禮剪綵嘉賓，到賀嘉賓極眾，港九新界哄動，報章亦大加報導。
1990年代開始，唐人新村被開發為低密度住宅區，獨立洋房聚集在唐人新村沙井路、唐人新村路一帶。而合興食油也在1991至1993年間把生產廠房由應用不敷的荔枝角青山道遷往該處。
城巴於1990年代末曾設有唐人新村車廠，具體位置位於唐人新村路丈量約份第121約第1263號地段、第1207號地段餘段、第1265號地段餘段及第1208地後段A段。該廠於2001年為城巴屯門車廠所取代，原址現為中港混凝土有限公司的混凝土攪拌站。

## 著名居民
- 香翰屏：曾居於唐人新村30號松山別墅和屏山絳華別墅
- 余程萬：曾居於唐人新村27號華苑，1955年在寓所內遭舊部下搶劫，余誤中警方流彈身亡[3][4]
- 衛立煌
- 關麟徵
- 徐景唐
- 淮遠：詩人、作家
- 余莎莉：余程萬之女，電影影星

## 發展
2013年4月16日，香港政府展開在元朗南發展房屋的可行性研究，待發展完成，它會成為元朗新市鎮的延伸部分。唐人新村位處未來元朗南發展區的「花園城區」，是一個低密度住宅發展的社區，以配合現有低層及低密度的住宅社區，以及一些已規劃的發展。「花園城區」提供寧靜及綠化的環境，通過規劃的休憩用地網絡及保留的次生樹林和天然河溪，配合現有的寧靜生活環境，連同唐人新村南面的田園地帶，營造在園林和綠蔭中居住的氛圍。這些住宅社區是按現行分區計劃大綱圖訂定的地積比率（1倍）發展。
發展局表示，包括考慮將元朗南已經荒廢或者被破壞的農地及工業用地更改作為為其他用途，以滿足香港的整體房屋及其他需要；在制訂土地用途建議及發展密度時，會考慮附近鄉村的特色及文化遺產，亦希望透過此規劃加強與元朗新市鎮及周邊發展的連繫，包括擬議的洪水橋發展區。發展局強調暫時不考慮以發展香港新市鎮模式在上述的地方進行大規模的收地行動，另外亦不排除公私營合作的可能性。

## 住宅和洋房
唐人新村現有一些低密度住宅和獨立洋房，主要項目包括：
- 柏巒
- 柏𣾷
- 采茵軒
- 金碧花園
- 翠峰
- 瑋珊園
- 翠疊軒
- 啟欣軒

## 交通

### 小巴
31
- 星期一至星期日：

- 上午 06:00 - 晚上 11:00
- 元朗(康景街) > 唐人新村(循環線)

31A
- 星期一至星期五(公眾假期除外）：
- 上午 07:00 - 上午 08:30
- 唐人新村 > 元朗廣場(循環線)

1. ↑  Antiquities Advisory Board. Historic Building Appraisal. Yeung Hau Temple, Tong Yan San Tsuen
2. ↑  . 灼見名家.   [2025-06-28] （中文（香港））.
3. ↑  陳敬堂. . 香港: 中華書局. 2014-07-15: 141. ISBN 978-988-8290-82-6.
4. ↑  .   [2016-09-25]. （原始内容存档于2020-07-26）.
5. ↑  . （原始内容存档于2020-01-09）.
6. ↑  . （原始内容存档于2020-01-09）.